# Orthotrichia alata
Orthotrichia alata är en nattsländeart som beskrevs av Wells 1990. Orthotrichia alata ingår i släktet Orthotrichia och familjen smånattsländor. Inga underarter finns listade i Catalogue of Life.